# 히나세정
히나세정(日生町)은 오카야마현 남동부에 위치하고 효고현과 접했던 정이다. 2005년 3월 22일, 비젠시, 요시나가정과 합병으로 신 비젠시가 되어 정사무소는 비젠시청 닛세이 종합 지소로 되어 있다.

## 개요
세토 내해에 접하고 평지는 적고 산림으로 차지하고 있다
주산업은 어업. 어항에서 어패류를 중심으로 한 「고미노시」가 열려 현내는 물론 게이한신으로부터의 손님들로 붐비고 있다(화요일 정기휴무일·공휴일의 경우는 다음날). 또 굴양식이 성행하고 있어, 굴오코라고 불리는 향토요리로 마을을 운영하고 있다.

## 역사
- 1889년 6월 1일 - 정촌제 시행에 의해 와케군 비젠촌이 성립하였다.
- 1906년 3월 28일 - 비젠촌이 정으로 승격해 비젠정이 되었다.
- 1955년 3월 31일 - 와케군 비젠정 후쿠카와촌이 합병해 신 비젠정이 되었다.
- 2005년 3월 22일 - 비젠시, 와케군 요시나가정과 대등 합병으로 신 비젠시가 되었다.

## 교통

### 철도
- 서일본 여객철도
  - 아코 선

### 도로
- 국도 제250호선 (일본)(일본어판)